# Liberté FC
Liberté Football Club w skrócie Liberté FC – nigerski klub piłkarski grający w nigerskiej pierwszej lidze, mający siedzibę w mieście Niamey.

## Sukcesy
- Puchar Nigru[1]:
  - zwycięstwo (4): 1976, 1988, 1989, 1990.

## Występy w afrykańskich pucharach
| Sezon | Rozgrywki                 | Runda   | Kraj     | Klub             | Dom | Wyjazd | Dwumecz |
| ----- | ------------------------- | ------- | -------- | ---------------- | --- | ------ | ------- |
| 1976  | Puchar Zdobywców Pucharów | wstępna |          | Al-Ahly Trypolis | 0–5 | 1–4    | 1–9     |
| 1977  | Puchar Zdobywców Pucharów | 1       |          | Kadiogo FC       | 1–1 | 0–6    | 1–7     |
| 1989  | Puchar Zdobywców Pucharów | 1       | Algieria | USM Algier       | 1–0 | 0–4    | 1–4     |
| 1990  | Puchar Zdobywców Pucharów | wstępna | Czad     | Tourbillon FC    | 0–0 | 1–2    | 1–2     |

## Stadion
Domowe mecze klub rozgrywa na stadionie o nazwie Stade Général Seyni Kountché w Niamey, który może pomieścić 35 000 widzów.

## Reprezentanci kraju grający w klubie od 1990 roku
Stan na lipiec 2023.
| - Ibrahim Marou - Abdoul Razak Seyni | - Ibrahim Tankary |